# Batalha de Berestechko
A Batalha de Berestechko (em polonês/polaco:  Bitwa pod Beresteczkiem; em ucraniano:  Берестецька битва, Битва під Берестечком) foi travada entre os cossacos ucranianos, liderados por Hetman Bohdan Khmelnytsky, auxiliados por seus aliados tártaros da Crimeia, e um exército polonês sob o rei João II Casimiro. Foi uma batalha de uma rebelião cossaca na Ucrânia que ocorreu nos anos 1648-1657 após o término de uma trégua de dois anos. Travada de 28 a 30 de junho de 1651, a batalha ocorreu na província de Volhynia, na planície montanhosa ao sul do rio Styr. O acampamento polonês ficava no rio em frente a Berestechko e voltado para o sul, em direção ao exército cossaco a cerca de dois quilômetros de distância, cujo flanco direito estava contra o rio Pliashivka (Pliashova) e o exército tártaro em seu flanco esquerdo. É considerada uma das maiores batalhas terrestres europeias do século XVII.

## Exércitos
O número de tropas polonesas é incerto. Um dos principais comandantes poloneses, o Duque Bogusław Radziwiłł, escreveu que o exército polonês tinha 80.000 soldados, que incluía "40 000 regulares e 40 000 nobres do levée en masse, acompanhados por aproximadamente o mesmo número de vários servos, lacaios e tal." Alguns historiadores modernos, como Zbigniew Wójcik, Józef Gierowski e Władysław Czapliński, reduziram esse número para 60 000–63 000 soldados.
Não há fonte confiável sobre o número de tropas cossacas e tártaras da Crimeia. As estimativas possíveis variam de 80 000 homens a 200 000 homens. O núcleo do exército cossaco em Berestechko consistia em 12 regimentos com nomes de cidades em que estavam estacionados (números da lista fornecidos de acordo com o Tratado de Zboriv (1649):
- Regimento Chyhyryn (Coronel Mykhailo Krysa) – 3 220 cossacos
- Regimento Cherkasy (Coronel Yakiv Voronchenko) – 2 990 cossacos
- Regimento Korsun (Coronel Ivan Gulyanitsky) – 3 470 cossacos
- Regimento Bila Tserkva (Coronel Mykhailo Gromyka) – 2 990 cossacos
- Regimento Uman (Coronel Yosyp Glukh) – 2 977 cossacos
- Regimento Bratslav (Coronel Danylo Nechay) – 2 662 cossacos
- Regimento Vinnytsya (Coronel Ivan Bohun) – 2 050 cossacos
- Regimento Pereiaslav (Coronel Fedir Loboda) – 2 986 cossacos
- Regimento Kropyvna (Coronel Filon Dzhelaliy) - 1 993 cossacos
- Regimento Myrhorod (Coronel Matviy Hladky) – 3 009 cossacos
- Regimento Poltava (Coronel Martyn Pushkar) – 2 970 cossacos
- Regimento Pryluky (Coronel Tymofiy Nosach) - 1 996 cossacos

Um total de 33 313 cossacos registrados acima. 5 regimentos cossacos adicionais (de Kiev, Kaniv, Chernigiv, Nizhyn e Pavoloch) não participaram da batalha sendo implantada principalmente contra as forças lituanas de Janusz Radziwiłł avançando em Kiev. A força cossaca registrada foi apoiada por um grande número de camponeses ucranianos armados com foices, manguais e afins, que eram bastante indisciplinados e mal organizados. A horda tártara da Crimeia é estimada em 28 000 a 33 000 homens, embora possa ser menor. Havia também 2 mil Dons Cossacos e alguns milhares de Turcos e Valáquios. Em 19 de junho de 1651, o exército polonês contava com 14 844 cavalarias polonesas, 2.250 cavalarias de estilo alemão, 11 900 infantarias de estilo alemão, 2 950 infantarias de estilo húngaro (haiduks), 1 550 voluntários lituanos e 960 tártaros de Lipka. Haviam também 16 000 mercenários alemães que sofriam de doenças e fome devido ao atraso no pagamento e aos preços inflacionados dos alimentos no campo. Vários cossacos registrados permaneceram leais e participaram da batalha do lado polonês. Muitos magnatas trouxeram seus grandes exércitos particulares. Além disso, havia uma enorme força de milícia, de valor limitado, totalizando 30 000 nobres do levée en masse.
Os comandantes poloneses esperavam quebrar as fileiras dos cossacos com uma carga dos hussardos alados poloneses, uma tática que se mostrou eficaz em muitas batalhas anteriores, inclusive em Kircholm e Kłuszyn (e que mais tarde seria bem-sucedida na Batalha de Viena de 1683 contra os turcos).
O exército cossaco estava bem familiarizado com este estilo de guerra polonês, tendo tido muita experiência lutando contra os poloneses e ao lado deles. Sua tática preferida era evitar uma batalha em campo aberto e lutar na cobertura de um enorme acampamento fortificado.

## Primeiro dia de batalha
2000 cavalarias polonesas (um regimento sob o comando de Aleksander Koniecpolski, apoiado por Jerzy Lubomirski, seis companhias de cavalaria pancerni de Jeremi Wiśniowiecki e hussardos alados sob o comando de Stefan Czarniecki) repeliram os tártaros, que sofreram pesadas perdas. Durante o primeiro dia de confrontos dos regimentos de vanguarda tártaro e cossaco, os poloneses foram vitoriosos já que seu exército sustentou aquele primeiro ataque alegremente e com grande espírito.

## Segundo dia de batalha

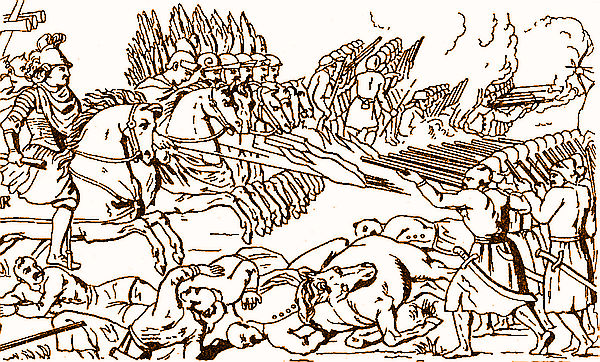
A Batalha de Berestechko

Os poloneses, encorajados por seu sucesso no primeiro dia, mobilizaram toda a sua cavalaria disponível contra a principal horda tártara e os regimentos de vanguarda cossacos. A infantaria e artilharia polonesa permaneceu no acampamento e não apoiou a cavalaria. Desta vez, a cavalaria tártara ganhou vantagem, empurrando os poloneses de volta ao seu acampamento, mas foram mal repelidos pelo fogo pesado da infantaria e artilharia polonesas. Os poloneses perderam 300 szlachta, incluindo muitos oficiais de calibre e a tropa de escolta do Hetman Mikołaj Potocki. Durante o segundo dia da batalha, os rebeldes foram vitoriosos, embora os tártaros também tenham ficado desagradavelmente surpresos com a determinação e resistência do exército polonês em ambas as batalhas e - tendo sofrido perdas bastante dolorosas - perderam o ânimo. Toğay bey e o cunhado de Khan, Mehmet Giray, foram mortos.

## Terceiro dia de batalha

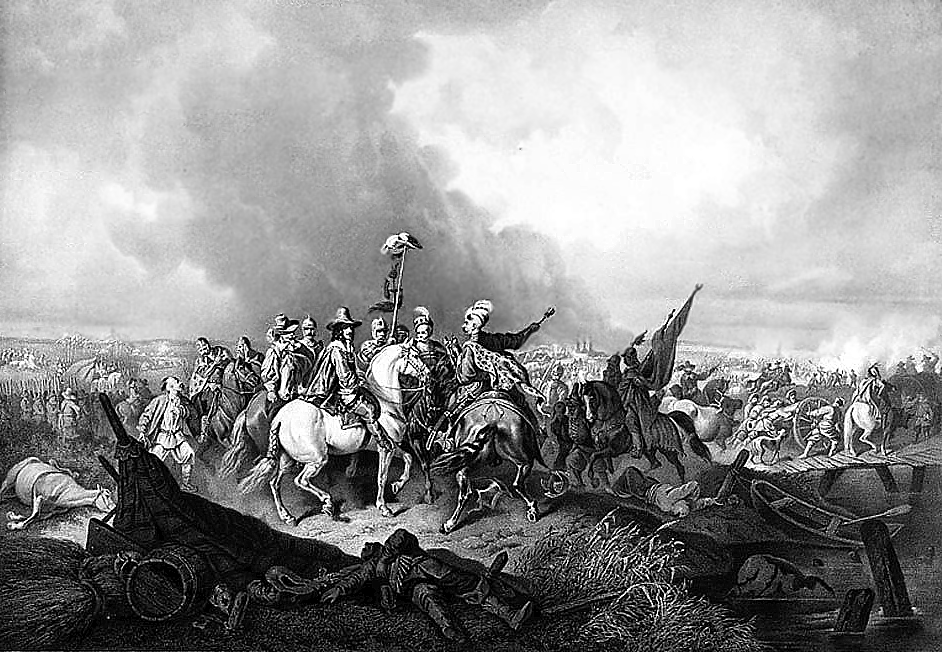
A Batalha de Beresteczko, 1651 por Władysław Witkowski

O rei insistiu, em um conselho noturno, em engajar o inimigo em uma batalha decisiva no dia seguinte, sexta-feira, 30 de junho. O exército polonês apareceu da "névoa da manhã com força total", mas apenas os tártaros se envolveram em escaramuças que foram recebidas pela artilharia polonesa. As defesas cossacas consistiam em dois acampamentos fortificados, um maior para os cossacos registrados e um menor para a milícia camponesa, ambos protegidos por 10 linhas de vagões acorrentados. Às 3 da tarde o Duque Jeremi Wiśniowiecki liderou uma carga bem-sucedida de 18 companhias de cavalaria contra a ala direita do exército cossaco-tártaro e o ataque de cavalaria zeloso foi um sucesso: quebrou as fileiras de infantaria cossaca e os vagões movendo-se em formação de curral. No entanto, os cossacos se reagruparam, empurraram a cavalaria polonesa para fora do acampamento e avançaram ainda mais com a ajuda dos tártaros. O flanco esquerdo do exército polonês começou a recuar quando o rei o reforçou com todos os mercenários alemães sob o comando do coronel Houwaldt que repeliu o ataque e expulsou os tártaros do campo. Durante a luta, um nobre polonês chamado Otwinowski notou o estandarte do Tatar Khan, e a artilharia polonesa foi direcionada para atirar nele. O irmão do Khan, Amurat, foi ferido mortalmente. Com a batalha já se voltando contra eles, as forças tártaras entraram em pânico - abandonando o acampamento do Khan como estava - e fugiram do campo de batalha deixando a maioria de seus pertences para trás. Khmelnytsky e Vyhovsky com alguns cossacos perseguiram Khan tentando trazê-lo com sua força de volta, mas foram feitos reféns para serem libertados quando a batalha acabou. Começou uma forte chuva que complicou as operações da cavalaria. Com a saída da cavalaria tártara, os cossacos mudaram suas carroças durante a noite para uma posição defensiva melhor perto do rio; cavaram trincheiras e construíram muros para surpresa polonesa pela manhã.

## O cerco do acampamento cossaco
O exército polonês e o campo cossaco trocaram tiros de artilharia por dez dias, enquanto ambos os lados construíam fortificações. Os poloneses tentaram bloquear o acampamento. Sem liderança com a perda de Khmelnytsky, os cossacos foram comandados pelo coronel Filon Dzhalalii, que foi substituído por Ivan Bohun em 9 de julho. Outros relatos afirmam que o comandante era Matvii Hladky. O moral cossaco estava diminuindo e as deserções começaram para o outro lado do rio, embora mantivessem uma alta taxa de fogo de artilharia e fizessem surtidas ocasionais. Quando os termos oferecidos para a rendição foram rejeitados, os poloneses se prepararam para represar o rio Pliashivka para inundar o campo cossaco. Stanisław Lanckoroński com uma força de cavalaria de 2 000 cruzou o rio em 9 de julho para completar o cerco dos cossacos. Quando souberam do avanço polonês, Bohun convocou um conselho com outros líderes dos cossacos registrados sobre outras ações. No entanto, nenhum membro da milícia camponesa foi convidado para o conselho. Os cossacos construíram três pontes e Bohun liderou 2 000 cavaleiros com dois canhões para o outro lado do rio na manhã de 10 de julho para atacar Lanckoroński. Os camponeses desinformados pensaram que estavam abandonados, entraram em pânico e fugiram pelo rio. Lanckoroński não esperava um grande movimento em sua direção e recuou. Bohun voltou ao acampamento e tentou restaurar a ordem, mas em vão. A principal força polonesa observou a desordem, mas não lançou um ataque ao acampamento cossaco pensando imediatamente em uma armadilha. Eles atacaram eventualmente, romperam as defesas e seguiram para a travessia do rio. Poucos regimentos cossacos conseguiram recuar em ordem. Alguns cossacos se afogaram, mas escavações arqueológicas no local da travessia do rio revelaram cerca de cem restos humanos cossacos, todos mostrando danos de armas brancas que sugeriam combates pesados. Uma retaguarda de 200 a 300 cossacos protegia a travessia do rio; todos eles foram mortos em batalha, rejeitando as ofertas de rendição. A tenda de Khmelnytsky foi capturada intacta, com todos os seus pertences, que incluíam dois estandartes, um que ele recebeu da comissão de João II Casimiro em 1649 e outro de Wladyslaw IV em 1646. Embora fosse difícil estimar quantos cossacos e camponeses foram mortos na retirada, Piasecki e Brzostowski, que participaram da batalha, mencionaram 3 000 mortos. O embaixador do czar, Podyachy Bogdanov, em seu relatório a Moscou, mencionou 4 000 mortos. A maioria das peças de artilharia cossacas foram perdidas para os poloneses ou afogadas nos pântanos. Muitos despojos foram coletados no acampamento cossaco, incluindo o tesouro do exército de 30 000 tálers.

## Consequências
Quando a batalha terminou, o rei João Casimiro cometeu o erro de não pressionar ainda mais a perseguição dos cossacos em fuga, pois havia "a falta de vontade da nobreza levée en masse para prosseguir para a Ucrânia" e mais o tempo chuvoso e falta de comida e forragem - juntamente com epidemias e doenças que estavam se tornando ativas no exército, que geralmente minavam qualquer energia para a guerra. O rei deixou todo o exército para Potocki em 17 de julho e voltou à Varsóvia para comemorar suas vitórias sobre os cossacos. Depois de fazer promessas de natureza pecuniária, Khmelnytsky foi logo libertado pelo Tatar Khan. Ele foi então capaz de reunir o exército cossaco, que conseguiu apresentar um exército substancial para enfrentar os poloneses na Batalha de Bila Tserkva (1651). A Polônia e a maior parte dos rebeldes fazem a paz no Tratado de Bila Tserkva em 28 de setembro de 1651, que reduz o número de cossacos registrados de 40 000 para 20 000 e os priva do direito de se estabelecer ou controlar várias províncias da Ucrânia anteriormente permitidas a eles sob o Tratado de Zboriv. A revolta ucraniana, longe de terminar, continuaria por vários anos sob Khmelnytsky.

## Legado
O poema narrativo de Samuel Twardowski, A Guerra Civil, descreve o cenário da batalha ao longo do rio Styr.
A Batalha de Berestechko é comemorada no Túmulo do Soldado Desconhecido, Varsóvia, com a inscrição "BERESTECZKO 28-30 VI 1651".